# Gautier Gibouin
Pour les articles homonymes, voir Gibouin.
Pas d'image ? Cliquez ici

a Compétitions nationales et continentales officielles uniquement.

b Matchs officiels uniquement.
Dernière mise à jour le 26 septembre 2023.
Gautier Gibouin Fontana, né le 24 mars 1989 à Soyaux, est un joueur international espagnol de rugby à XV qui a évolue au poste de troisième ligne aile au sein de l'effectif de Soyaux Angoulême XV Charente.

## Carrière de joueur

### Formation
Gautier Gibouin a commencé le rugby au Sporting Club d'Angoulême avec qui il a évolué jusqu'en cadet. A 15 ans, il est recalé du pôle espoir de Talence car jugé trop léger (il joue demi de mêlée et talonneur). Il retente sa chance au pôle espoir de Tours et est retenu pour jouer troisième ligne. Après 2 ans à Tours, il rejoint le centre de formation de l'Union Bordeaux Bègles.

### En club
Gautier Gibouin commence sa carrière professionnelle en 2009 en Top 14 avec l'Union Bordeaux Bègles. En 2011, il rejoint le CA Périgueux en prêt pour une saison avant de retrouver l'équipe bordelaise en 2012. En 2014, il rejoint l'US Montauban en Pro D2 avec qui il joue trois saisons avant de s'engager en 2017, toujours en Pro D2, avec l'USON Nevers.
Durant l'été 2020, il retrouve ses couleurs d'origine en s'engageant avec Soyaux Angoulême XV Charente.

### En équipe nationale
Gautier Gibouin fait son premier match international avec l'équipe d'Espagne le 27 février 2010 contre l'Équipe de Géorgie.